# Shihahe
Shihahe (kinesiska: 石哈河, 石哈河乡) är en socken i Kina. Den ligger i den autonoma regionen Inre Mongoliet, i den norra delen av landet, omkring 200 kilometer väster om regionhuvudstaden Hohhot.
Genomsnittlig årsnederbörd är 400 millimeter. Den regnigaste månaden är juli, med i genomsnitt 93 mm nederbörd, och den torraste är januari, med 2 mm nederbörd.